# Regionale Omroep Brabant
De Regionale Omroep Brabant, kortweg ROBtv, is een regionale televisieomroep in het oosten van de Vlaamse provincie Vlaams-Brabant. De zender heeft een exclusieve zendvergunning voor dit gebied en brengt nieuws uit alle 30 steden en gemeenten van het arrondissement Leuven, met Leuven, Tienen, Diest en Aarschot als grootste steden.

## Geschiedenis
ROBtv ging van start in Leuven op 15 november 1993 met een kleine redactie en enkele cameramensen-regisseurs. Door de jaren heen breidde het programma-aanbod uit en groeide de omroep ook geleidelijk tot dertig vaste medewerkers. In november 2011 werd echter bekendgemaakt dat ROBtv acht van de dertig vaste medewerkers had moeten ontslaan als deel van besparingen als gevolg van de economische crisis. Ook werd het interne productiehuis gesloten en verdween het programma "Studio ROB".
Er werd een nieuwe hoofdredacteur aangesteld, Dirk Roelens, die aankondigde zich te gaan richten op "grotere efficiëntie, meer dynamiek en betere programma’s".
Sinds 2012 is ROB gevestigd op de Remy-site in Wijgmaal. Er werken een tiental journalisten en een aantal productiemedewerkers. Ook is er een netwerk van freelancers en losse correspondenten. De reclameregie wordt verzorgd door Ads & Data.

## Programmering
ROBtv focust zich vooral op regionaal nieuws. Op werkdagen en op zondag zendt ROBtv vanaf 18u30 "ROBtv Nieuws" uit, een programma van een half uur dat bestaat uit regionaal nieuws en reportages. De zender zet ook meer en meer in op live-interventies in het journaal. Het nieuws wordt in een lus herhaald tot de volgende ochtend. 
In het weekend zendt ROBtv "Weekwas" uit, dat is een verzameling van de belangrijkste nieuwsitems van de voorbije week. Op zondag, na het nieuws, is er het programma "Score", met regionaal sportnieuws. Op donderdagavonden is er "Uitgelicht", een debat- en interviewprogramma.  
ROBtv verzorgt ook meer specifieke uitzendingen, zoals een verslag van populaire festivals in de regio zoals Suikerrock en Rock Werchter, of een reeks rond de gemeenteraadsverkiezingen. Bij belangrijke evenementen zijn er vaak extra live-uitzendingen, recent nog tijdens het WK Wielrennen maar ook bijvoorbeeld tijdens de Corrida in Leuven, de Sint-Rochusverlichting in Aarschot, belangrijke wielerwedstrijden in de regio, etc…

## Organisatie
Zoals vrijwel alle Vlaamse regionale omroepen is ROBtv een commerciële zender en georganiseerd volgens het voor dergelijke regionale omroepen opgezet wettelijk kader. ROBtv is voor haar inhoudelijke werking georganiseerd als vzw. Het zakelijke beheer is ondergebracht bij een exploitatiemaatschappij, De Buren.

## Distributie
Zowel Telenet als Proximus bieden ROBtv aan in het verzorgingsgebied als deel van het basispakket. Bij beide aanbieders zijn de meeste uitzendingen van ROBtv tevens digitaal op te vragen via een systeem van Video on Demand. De zender bouwde naast ROBtv ook een website met regionaal nieuws uit, waar men items uit de nieuwsuitzendingen en het volledige nieuws kan herbekijken.